# Tierras de la Corona
Las tierras de la Corona, también conocidas como dominio real, son un área territorial que pertenece a un monarca, que personifica a la corona. Es el equivalente a las propiedades de un Estado que se heredan con la monarquía, siendo inseparable de ella.
En el Imperio austríaco y su sucesor, el Imperio austrohúngaro, las tierras de la corona fueron alternativamente unidades administrativas de los Ducados, así como en el Reino de Polonia y su sucesora, la República de las Dos Naciones.

## Australia
En Australia, las tierras públicas sin una tenencia específica (por ejemplo, parques nacionales o bosques estatales) se denominan tierras de la Corona o tierras estatales, que se describen como propiedad del "derecho de la Corona" de un Estado individual o de la Mancomunidad de Australia; No existe una sola "Corona" (como entidad gubernamental legal) en Australia (ver la Corona). La mayoría de las tierras de la Corona en Australia están en manos de la Corona como derecho de un Estado. La única tierra en poder de la Mancomunidad consiste en tierras en el Territorio del Norte (entregado por Australia del Sur), el Territorio de la Capital Australiana, el Territorio de la Bahía de Jervis y pequeñas áreas adquiridas para aeropuertos, defensa y otros fines gubernamentales.
Cada jurisdicción tiene sus propias políticas respecto de la venta y uso de tierras de la Corona dentro del Estado. Por ejemplo, Nueva Gales del Sur, donde más de la mitad de todas las tierras son tierras de la Corona, aprobó una controvertida reforma en 2005 que exige que las tierras de la Corona se califiquen a su valor de mercado. Las tierras de la Corona incluyen tierras reservadas para diversos fines gubernamentales o públicos, desarrollo, planificación urbana, así como tierras baldías. Las tierras de la Corona comprenden alrededor del 23% de la tierra australiana, de las cuales la categoría más grande son las tierras baldías, que comprenden el 12,5% de la tierra.

## Austria
A partir de finales del siglo XVIII, los territorios adquiridos por la monarquía austríaca de los Habsburgo se denominaron tierras de la corona (en alemán: Kronländer). Inicialmente gobernados en unión personal por la Casa de Habsburgo-Lorena, desempeñaron un papel vital como tierras constituyentes de la construcción nacional de los Habsburgo y finalmente se reorganizaron como divisiones administrativas del Imperio austríaco centralizado establecido en 1804. Durante el período de restauración después de las revoluciones de 1848, las tierras de la Corona austríaca estaban gobernadas por gobernadores Statthalter directamente subordinados al emperador según la Constitución de marzo de 1849.
Mediante la patente de febrero de 1861, proclamada por el emperador Francisco José I, las tierras de la corona austríaca recibieron cierta autonomía. Las tradicionales asambleas Landstände (estatales) fueron elevadas a legislaturas Landtag, elegidas en parte según el principio del sufragio censal.
Después del compromiso austrohúngaro de 1867, el Reino de Hungría (con el Principado de Transilvania), el Reino de Croacia-Eslavonia y Fiume pasaron a ser partes constituyentes de las Tierras de la Corona de San Esteban (Transleitania); gobernó en unión real con las restantes tierras de la corona austríaca (oficialmente: "Los Reinos y Tierras representados en el Consejo Imperial") de Cisleitania hasta la desintegración de la monarquía dual en 1918.